# Alpprästkragesläktet
Alpprästkragesläktet (Leucanthemopsis) är ett släkte i familjen korgblommiga växter med ett 10-tal arter från centrala och södra Europa.
- Wikimedia Commons har media som rör Alpprästkragesläktet.